# Napuljska katedrala
Napuljska katedrala (tal. Duomo di Napoli, nap.: Viscuvato 'e Napule) odnosno Katedrala Uznesenja Marijina (tal. Cattedrale di Santa Maria Assunta), rimokatolička je katedrala, glavna crkva Napulja, južna Italija, i stolno mjesto napuljskog nadbiskupa. Nadaleko je poznata kao Katedrala Svetog Januarija (tal. Cattedrale di San Gennaro) u čast sveca zaštitnika grada.

## Povijest
Današnja katedrala u anžuvinskom gotičkom stilu (tal. Gotico Angioiano) naručio je kralj Karlo I. Anžuvinski. Izgradnja je nastavljena tijekom vladavine njegova nasljednika Karla II. (1285. – 1309.) i dovršena je početkom 14. stoljeća pod Robertom Anžuvinskim. Sagrađena je na temeljima dviju paleokršćanskih bazilika čiji se tragovi i danas jasno vide. Ispod zgrade iskopavanja su otkrila grčke i rimske artefakte.
Nadbiskupska palača naslanja se na katedralu.

## Interijer i umjetnine
Katedrala daje pristup arheološkim ostacima u kripti susjedne izvorne paleokršćanske crkve Santa Restituta gdje se nalazi grčki zid koji pripada Apolonovu hramu, u opus reticulatum. Pod apsidom se vidi peristil kasnocarskog domusa; također dionica rimskog akvadukta nakon osnutka grada i dionica grčke ceste na nagnutoj ravnini.
Još jedna atrakcija u unutrašnjosti je Kraljevska kapela blaga svetog Januarija, s freskama Domenichina i Giovannija Lanfranca, oltarima Domenichina, Massima Stanzionea i Jusepea Ribere, bogatim glavnim oltarom Francesca Solimena, brončanom ogradom Cosima Fanzaga i drugim umjetnička djela, uključujući relikvijar francuskih majstora iz 14. stoljeća.
Ostala umjetnička djela uključuju Uznesenje Pietra Perugina, platna Luce Giordana i paleokršćanski baptisterij s mozaicima iz 4. stoljeća. Glavna kapela je restauracija iz 18. stoljeća, s baroknim reljefom Pietra Braccija. Kapela Minutolo, koja se spominje u Boccacciovom Decameronu, ima freske iz 14. stoljeća.
Kriptu je izradio Lombardinac Tommaso Malvito. Pročelje je preradio Enrico Alvino u kasnom 19. stoljeću, ali zadržava portal iz 15. stoljeća, uključujući neke skulpture Tina da Camaina.

## Čudo krvi
U crkvi se nalazi bočica s krvlju svetoga Januarija koja se iznosi tri puta godišnje, prve subote u svibnju, 19. rujna i 16. prosinca, kada se osušena krv obično otapa. Ako se krv ne ukapi, onda legenda kaže da će katastrofa zadesiti Napulj.
Nedavna hipoteza Garlaschellija, Ramaccinija i Della Sala je da bočica sadrži tiksotropni gel, ovo su također objasnilli u epizodi Blood Miracle serije Riddles of the Dead na National Geographic Channelu. U takvoj tvari viskoznost se povećava ako se ne miješa, a smanjuje ako se miješa ili pomiče. Istraživači su posebno predložili suspenziju hidratiziranog željeznog oksida, FeO(OH), koja reproducira boju i ponašanje 'krvi' u ampuli. Suspenzija se može pripremiti od jednostavnih kemikalija koje su bile lako dostupne lokalno od davnina. Dana 21. ožujka 2015. činilo se da se krv u bočici razrijedila tijekom posjeta pape Franje. To je uzeto kao znak svečeve naklonosti pape. Krv se nije razrijedila kada je papa Benedikt XVI. posjetio 2007.

## Ukopi
U katedrali su ukopani:
- Sveti Januarije
- Papa Inocent IV.
- Karlo I. Napuljski
- Sveta Restituta
- Sisto Riario Sforza
- Rinaldo Piscicello
- Ascanio Filomarino
- Alfonso Castaldo

## Vanjske poveznice
|  | Zajednički poslužitelj ima još gradiva o temi Napuljska katedrala |